# Nienaszów
Nienaszów – wieś w Polsce położona w województwie podkarpackim, w powiecie jasielskim, w gminie Nowy Żmigród.
Miejscowość jest siedzibą parafii Wniebowzięcia Najświętszej Maryi Panny, należącej do dekanatu Nowy Żmigród, diecezji rzeszowskiej.

## Położenie geograficzne
Nienaszów leży na Pogórzu Karpackim w jednostce fizjograficznej: Doły Jasielsko - Sanockie na wysokości 380–395 m. n. p. m. Graniczy od wschodu z Kobylanami i Sulistrową, od zachodu z Sadkami, od południa z Makowiskami, Siedliskami i Grabaniną, a od północy z Porajem i Faliszówką. Na południe od wsi płynie rzeka Iwelka - prawobrzeżny dopływ Wisłoki. Ukształtowanie terenu jest bardzo zróżnicowane, występuje tu wiele dolin, a także wzniesień w postaci garbów. Wyskoczyny i kotliny poprzecinane są wąwozami. Nienaszów rozciąga się na obszarze 10,16 km². Na północny wschód od wsi znajduje się Wielka Góra, zwana też Działem (378 m n.p.m.) a za nią masyw stanowiący południową krawędź Pogórza Jasielskiego.
| SIMC    | Nazwa         | Rodzaj     |
| ------- | ------------- | ---------- |
| 0357222 | Kaczmarskie   | część wsi  |
| 0357239 | Mała Debrza   | część wsi  |
| 0357251 | Sośniny       | przysiółek |
| 0357245 | Wielka Debrza | część wsi  |

W latach 1954–1961 wieś należała i była siedzibą władz gromady Nienaszów, po jej zniesieniu w gromadzie Żmigród Nowy.

## Nienaszów obecnie
Wieś liczy około 1200 mieszkańców. W miejscowości znajdują się: Poczta, Dom Ludowy, Remiza Strażacka OSP, Ośrodek Zdrowia, Punkt Apteczny, Szkoła Podstawowa, Gimnazjum, Kościół. Przez wieś prowadzą drogi m.in. do Krosna oraz trasa Krosno – Kobylany - Nienaszów – Toki za pośrednictwem drogi wojewódzkiej Jasło – Nowy Żmigród – Krempna – Granica Państwa ze Słowacją w Ożennej.
W Nienaszowie od roku 1955 istnieje  Ludowy Klub Sportowy Tempo Nienaszów. W sezonie 2017/2018 klub wywalczył awans do klasy okręgowej grupa Krosno.
Nienaszów podzielony jest na dwa sołectwa: Nienaszów i Nienaszów Sośniny.

## Historia

### Początki Nienaszowa
Wieś Nienaszów została założona na początku XIV wieku na prawie niemieckim jako wieś rycerska, ale dokładnej daty źródła nie podają. Najstarsze Wzmianki o Nienaszowie pochodzą z lat 1350–1351, 1388 oraz z 1421, kiedy to dziedzic Jan z Nienaszowa zastawił pół wsi wraz z młynem niejakiemu Gotardowi. Już w latach 1327–1347 była tam zorganizowana parafia o czym pisze Andrzej Kozioł-Lechowski w książce „Parafia w Bieździedzy”. Natomiast ks. Władysław Sarna – podaje, że wieś Nienaszów „powstała zapewne przy końcu XIV wieku, a pierwszą wzmianka o wsi jest z 26 maja 1421 r.”. Stąd wniosek, że bliższe jest twierdzenie Lechowskiego, iż prawie sto lat wcześniej w Nienaszowie była parafia, tym samym wieś jest dawna i mogła powstać pod koniec XIII wieku w latach 1260–1280. Nazwa wsi pochodzi od pierwotnego założyciela wsi Nienasza – czyli od imienia „Nienasz”.
W Nienaszowie istniał kościół od około 1340 roku zbudowany z drewna pod wezwaniem Wniebowzięcia Najświętszej Marii Panny, który w 1595 r. Został sprofanowany przez Tobiasza Chomentowskiego, a wdowa po nim kościół zamknęła. Księdza utrzymywali chłopi. Kościół wrócił do katolików dopiero w roku 1618 lub 1619. Wizytator szkoły nakazuje gminie naprawić dom dla kierownika, któremu poleca dzwonić trzy razy dziennie na Anioł Pański. Z tych informacji wynika, że w Nienaszowie istniała szkoła parafialna, do której uczęszczały dzieci z Nienaszowa, Faliszówki, Grabaniny i Sadek. Szkoła przeszła wszystkie reformy w czasie zaboru austriackiego o od roku 1885 była jednoklasowa, a na początku XX wieku była „Dwuklasowa Szkoła w Nienaszowie”. Kościół drewniany ponoć spalił się w połowie XIX wieku, a na tym miejscu zbudowano murowany kościół z kamienia, tynkowany bez wieży, poświęcony w 1889 roku przez bpa Jakuba Glazara sufragana przemyskiego. W czasie działań I wojny światowej, kościół niewiele ucierpiał od kul armatnich, zaś podczas II wojny światowej był podziurawiony dach, uszkodzone mury i okna. Cmentarz, w obrębie którego toczyły się walki, w połowie został zniszczony. Poza tym zrabowane zostały przez Niemców: monstrancja, 23 ornaty i kapa, bielizna kościelna, organy, baldachim, chorągwie i jeden obraz. Nadto w 80% zostały zniszczone i spalone akta i księgi parafialne (kronika kościelna). Nienaszów w dobie autonomicznej (1860–1914) nie odgrywał w regionie żmigrodzkim większej roli, gdyż nie było tu przemysłu. Ludność trudniła się wyłącznie rolnictwem, a w okresie jesienno – zimowym gospodarze wynajmowani byli z parą koni przez Żydów do wyjazdów na jarmarki z towarem do Żmigrodu, Dukli i Krosna. Wprawdzie był okres, że gminy: (każda wieś była gminą) Nowy Żmigród miasto, Stary Żmigród, Siedliska Żmigrodzkie, Łysa Góra, Grabanina, Sadki, Makowiska, Nienaszów, Brzezowa, Skalnik, Kąty, Desznica, Jaworze, Mytarz, Mytarka i Toki – razem 16 wiosek w latach 1867 do 1878 należały do powiatu krośnieńskiego, ale w roku 1879 wróciły znów do powiatu jasielskiego. Ten stan rzeczy miał na pewno duży wpływ na rozwój regionu żmigrodzkiego.  Przedostatnimi właścicielami byli Rawita-Gawrońscy vel Rawa-Gawrońscy herbu Rawicz, którzy doprowadzili Nienaszów do upadku. Ostatnimi właścicielami miejscowości byli Woytowiczowie herbu Lubicz, których majątek spalił się trzykrotnie: w połowie XIX wieku, pod koniec XIX wieku i w czasie II wojny światowej. Swój rozwój miejscowość zawdzięcza dopiero zarządcom Woytowiczów, czyli Krzystkiewiczom. Ta chłopska rodzina pod nieobecność właścicieli, którzy posiadali majątki na Podolu i Wołyniu, wzbogaciła się na tyle, by wystawić sobie własny dwór. Wieś posiadała też kmieci gospodarujących w poszczególnych dzielnicach. Byli oni przedstawicielami zubożałej szlachty, np. Machowscy z Machowa herbu Awdaniec, Mrozowscy herbu Prus III, Około-Kułakowie herbu własnego czy Gromkowie herbu Zgraja.

### Nienaszów w czasie I wojny światowej
W dniu 4 maja 1915 roku w tzw. „Operacji gorlickiej” nastąpił atak wojsk austriacko-niemieckich w kierunku Jasła, Dębowca i Żmigrodu na pozycje wojsk rosyjskich. Po wielkiej i ciężkiej bitwie pod Dębowcem oraz Cieklinem Niemcy zajęli Żmigród i szybko poszli w kierunku Nienaszowa, Zręcina, Głojsc i Dukli, a także dalej na południe frontu karpackiego. W czasie ofensywy miejscowości nie doznały większych szkód poza pojedynczymi przypadkami, gdzie na terenie Żmigrodu, Toków i Nienaszowa zginęło kilka osób od zabłąkanych kul. Na wsi w Nienaszowie budziła się radykalno–ludowo–polityczna myśl. Powstał tu Związek Młodzieży Wiejskiej „Wici”, ale nie rozwinął szerszej działalności, a także usiłowano reaktywować Kółko Rolnicze, jednak bez powodzenia. Kółko Rolnicze powstało dopiero po 1956 roku.
Aż do drugiej wojny światowej znajdował się w Nienaszowie klasycystyczny dwór Woytowiczów oraz dwór zarządców Krzystkiewiczów. We wsi można było też wyróżnić charakterystyczne drewniane dworki zubożałej szlachty, domy szlacheckie, domy chłopskie, chaty, oficyny oraz plebanię.

### Nienaszów w czasie II wojny światowej
Nienaszów, a właściwie jego przysiółek Debrza w pierwszych dniach września 1939 roku został przez żołnierzy niemieckich spacyfikowany i rozstrzelono 10 mężczyzn i spalono 8 zagród chłopskich. W dniu 9 września 1939 r. od strony Toków w kierunku Krosna przejeżdżał konwój taboru wojskowego i w bliżej nieustalonych okolicznościach zginął żołnierz niemiecki. Obciążono za to „miejscowych Bogu ducha winnych rolników”.
W okresie okupacji hitlerowskiej mieszkańcy Nienaszowa i okolicznych wiosek szczególnie doznali krzywd, cierpień i zabijania niewinnych osób. Wieś była trzykrotnie pacyfikowana i łącznie na terenie Nienaszowa Niemcy zamordowali ok. 80 osób, a na roboty przymusowe do III Rzeszy wywieziono ok. 450, nadto w Sadkach Wehrmacht urządził Przyfrontowy Obóz Pracy, w którym zgromadzono więźniów z Grabaniny, Nienaszowa, Poraju i Sadek, ok. 150 osób. Osoby te były zmuszane do pracy przy kopaniu okopów na terenie Poraju i Łubienka.
Do kolejnej zbrodni wojennej w tym rejonie doszło w październiku 1944 r. wieś Nienaszów została całkowicie wysiedlona przez żołnierzy niemieckich, a osoby, które uchylały się od wysiedlenia zabijano. 22 października 1944 r. rozstrzelano 5 rodzin wraz z dziećmi. Wieś po wysiedleniu została zniszczona w 99% - spalono i rozebrano domy i budynki gospodarcze drewniane, a drewno zużyto na umacnianie okopów.
Tablica nad zbiorową mogiłą na cmentarzu w Nienaszowie
| W dowód pamięci pomordowanych przez hitlerowców                                                    | |
| 22 VIII 1944 r.                                                                                    | |
| - Dubis Jan *1926 - Gromek Leon *1913 - Kułak Adolf *1912 - Kułak Wiktor *1908 - Marszał Jan *1902 | - Doniek Stanisław *1898 - Delimata Mikołaj *1877 - Gromek Jakub *1903 - Kurowski Władysław *1905 - Mrozowski Aleksander *1902 |
| 22 VIII 1944                                                                                       | Urząd Gminy Nowy Żmigród |

Po przejściu frontu w styczniu 1945 r. wieś faktycznie nie istniała, pozostał tylko uszkodzony kościół i plebania oraz spalona organistówka. Ludność powracająca z wysiedlenia budowała ziemianki – chaty gdzie mieszkała i ukrywała się przed zimnem. Pola były zaminowane, a jak podaje starosta z Jasła Michał Sałustowicza w swoim sprawozdaniu z dnia 15 września 1945 r. "Łysa Góra, Makowiska, Nienaszów i Nowy Żmigród zniszczone w prawie 100%, a na polach leży około 10 000 trupów żołnierzy i osób cywilnych zabitych w czasie walk o przełamanie frontu, a pola zaminowane." (Później przy rozminowywaniu brał udział m.in. tamtejszy ks. proboszcz ś.p. Daszkiewicz i S. Makoś) W 1946 r. we wsi mieszkało zaledwie 646 osób, a w 1943 r. Nienaszów liczył 1000 osób, już po wywiezieniu na roboty przymusowe około 100 osób i po zagładzie Żydów.

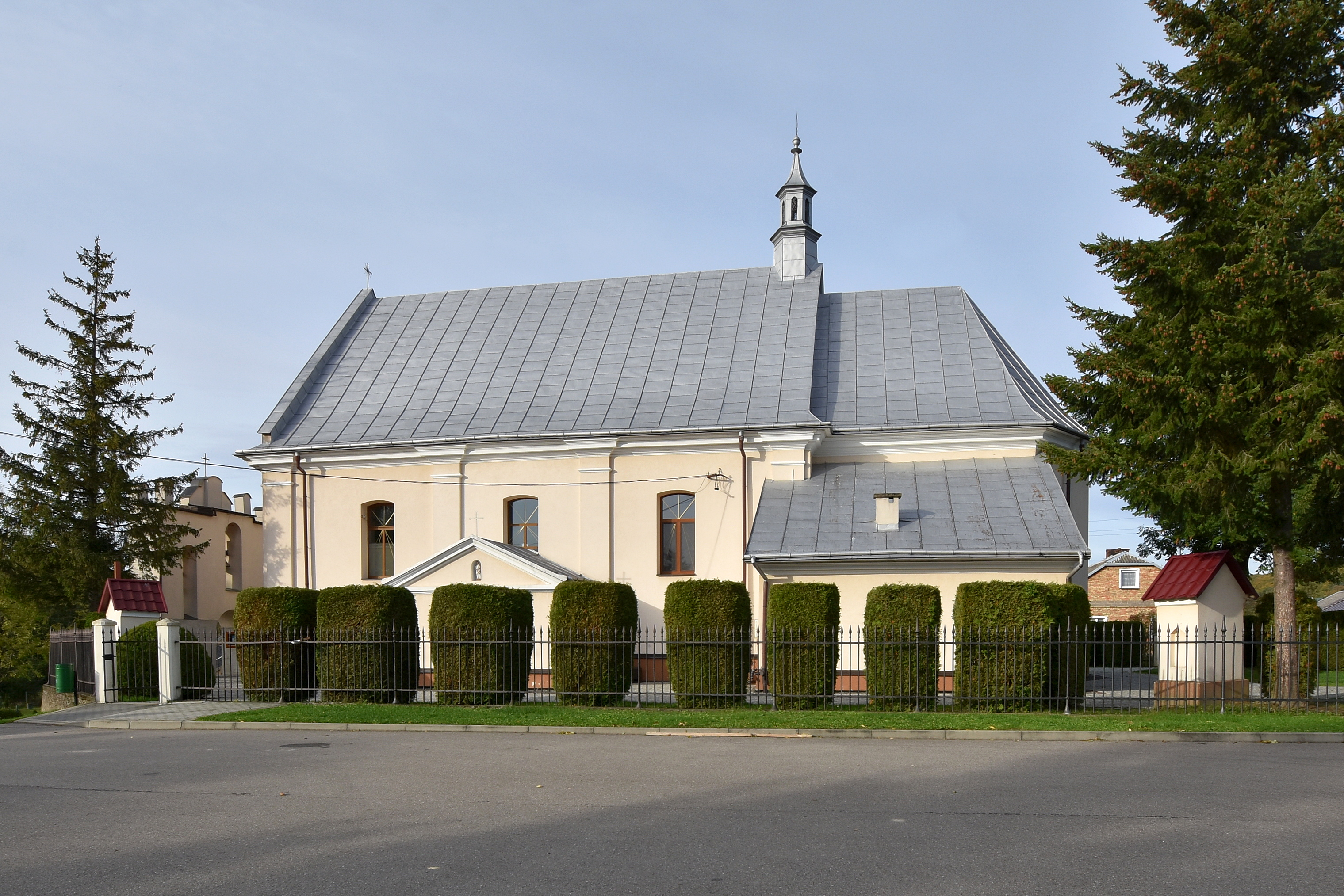
Kościół parafialny
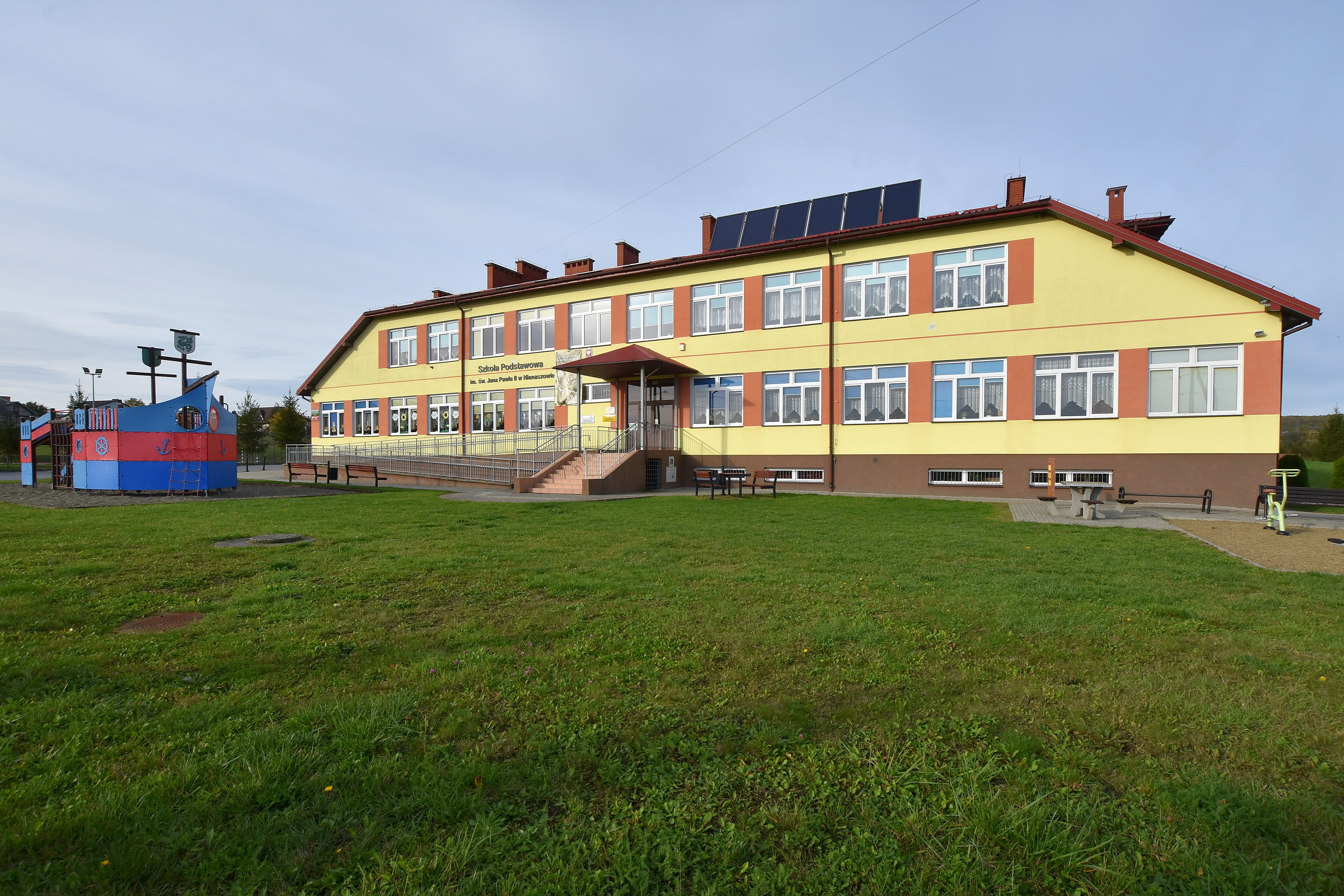
Szkoła